# Cartel des Gauches
El Cartel de la Izquierda (en francés: Cartel des gauches, pronunciación en francés: /kaʁtɛl de ɡoʃ/) fue el nombre de la alianza gubernamental entre el Partido Radical-Socialista, la Sección Francesa de la Internacional de los Trabajadores (SFIO) y otros partidos republicanos de izquierda más pequeños en dos ocasiones entre las Guerras Mundiales (1924-1926 y 1932-1933). El Cartel des gauches ganó dos veces elecciones generales, en 1924 y en 1932. El primer cartel fue dirigido por el radical-socialista Édouard Herriot, pero el segundo fue debilitado por la inestabilidad parlamentaria y carecía de un líder claro. Después de la crisis del 6 de febrero de 1934, el presidente del Consejo, Édouard Daladier, tuvo que renunciar, y una nueva coalición de la Union Nationale, dirigida por el radical Gaston Doumergue, tomó el poder. 

## Historia

### El primer Cartel (1924-1926)
El Cartel des gauches, formado principalmente entre el Partido Radical-Socialista y el SFIO, fue creado en 1923 como contrapeso a la alianza conservadora (Bloc National), que había ganado las elecciones de 1919 con el 70% de los escaños (el “Horizonte Cámara Azul”). Formado por los radicales conservadores, la Alliance Démocratique conservadora-liberal, la conservadora-republicana Fédération Républicaine, Action Liberale (emitida por los miembros de derecha que se habían “unido” a la República) y los nacionalistas, el Bloc National había jugado con el susto rojo después de la Revolución de Octubre de 1917 para ganar las elecciones. 
La coalición de izquierda incluía cuatro grupos diferentes: los radicales independientes (un grupo ligeramente a la derecha de los radical-socialistas); los radicales socialistas, los republicanos socialistas (directamente a la izquierda de los radicales socialistas) y el SFIO. El Cartel organizó una red de comités en todo el país y comenzó a publicar un periódico diario (Le Quotidien) y un semanario, Le Progrès Civique. 
Debido a la división de la derecha, el Cartel ganó las elecciones el 11 de mayo de 1924, después de que el gobierno francés no recaudó las reparaciones alemanas incluso después de ocupar el Ruhr. La izquierda obtuvo el 48.3% de los votos, y la derecha el 51.7%, pero el Cartel obtuvo la mayoría de los escaños, con 327 contra 254 (la derecha y los primeros diputados comunistas). La nueva mayoría fue dirigida por Édouard Herriot, y se separó en 1926, con el SFIO pasando a la oposición. La fuga de capitales y la imposibilidad de recuperar las reparaciones crearon una crisis monetaria que condujo a la creación de un nuevo gobierno por el centroderechista Raymond Poincaré. Tan pronto como Poincaré formó su nuevo gobierno, compuesto por los partidos del Bloque Nacional más los Socialistas Radicales, la crisis monetaria terminó. 

### El segundo Cartel (1932-1934)
La derecha ganó las elecciones legislativas de 1928, con 329 diputados de derecha contra 258 por la izquierda. Como en elecciones anteriores, los radical-socialistas se presentaron con la izquierda. 
En 1932, el segundo Cartel ganó la mayoría de los escaños, pero sus partidos no habían acordado formar una coalición para el gobierno. Los socialistas pidieron condiciones específicas a cambio de su participación en el gobierno (conocidas como "condiciones de Huygens"). Varios gobiernos cayeron en rápida sucesión, cada uno liderado por figuras de la izquierda de centro republicana. Esta mayoría parlamentaria, distinta de la mayoría electoral, era débil. Esta inestabilidad parlamentaria, junto con el caso Stavisky, sirvió de pretexto para los disturbios del 6 de febrero de 1934 organizados por las ligas de extrema derecha. Al día siguiente, el presidente radical-socialista del Consejo Édouard Daladier se vio obligado a renunciar debido a la presión de los alborotadores. Fue la primera vez durante la Tercera República que un gobierno cayó debido a las manifestaciones, y la izquierda se convenció de que su caída fue asistida por una conspiración fascista para derrocar a la República. Esto provocó la creación de coaliciones antifascistas de izquierda, incluido el Comité de vigilancie des intellectuels antifascistes y otros grupos similares. Esta amplia coalición de izquierda finalmente condujo a la formación del Frente Popular, que ganó las elecciones en 1936, llevando al poder a Léon Blum. 

## Composición
| Partido                                                  | Ideología principal    | Líder/es                 |
| -------------------------------------------------------- | ---------------------- | ------------------------ |
| Partido Radical-Socialista                               | Radicalismo            | Édouard Herriot (último) |
| Sección Francesa de la Internacional de los Trabajadores | Socialismo democrático | Paul Faure               |
| Partido Republicano-Socialista                           | Democracia social      | René Viviani             |
| Radicales Independientes                                 | Liberalismo social     | Raoul Péret              |